# Alice Castello
Àlice Castello (Àles dël Castel in piemontese) è un comune italiano di 2 483 abitanti della provincia di Vercelli in Piemonte.

## Geografia fisica
Ad 8,5 km da Santhià, quasi alla confluenza tra l'Autostrada Torino-Milano e la diramazione autostradale Ivrea-Santhià, sorge Alice Castello, un tempo denominata Alice Inferiore, che fa parte della diocesi di Ivrea pur appartenendo alla provincia di Vercelli.

## Origini del nome
Il nome deriva, molto probabilmente, dal nome personale latino Allicus. In documenti anteriori al XVI secolo il paese viene nominato semplicemente Alice; successivamente si trova la forma Alice Vercellese. Più tardi comparve il nome Alix Inferior, per distinguerlo da Alice Superiore, comune del Canavese e altra parrocchia della diocesi d'Ivrea. L'attuale denominazione di Alice Castello è stata definita con il regio decreto del 14 dicembre 1862 per ricordare, oltre al castello attuale che domina il paesaggio alicese, l'antica gloria feudale.

## Storia
Nel suo territorio, furono rinvenute tombe risalenti all'epoca longobarda (secolo VIII). La prima attestazione documentale risale al 963, quando l'imperatore Ottone I concesse la curtis Alicis ad Ajmone, probabile capostipite dei Conti di Alice e Cavaglià. Nell'anno 1000 l'imperatore concesse la giurisdizione del territorio di Alice alla Chiesa vercellese; il diploma dovrebbe dimostrare le veridicità di una precedente vendita del feudo da parte del vescovo di Vercelli Ingone (961-977). Tuttavia, già dall'alto medioevo, la giurisdizione religiosa è in capo alla diocesi eporediese. Nel 1228 l'abbazia di Sant'Andrea di Vercelli acquisì buona parte dei diritti feudali dai Conti di Alice.
Nel 1270 l'abate di Sant'Andrea, con l'aiuto del vescovo, fu in grado di evitare che anche Alice entrasse a far parte dell'allora nascente nuovo villaggio di Borgo d'Alice, poi chiamato Borgo d'Ale, da poco assoggettato al Capitolo di Vercelli, facendo aggregare gli abitanti degli antichi villaggi circostanti di Clivolo, Meoglio, Erbario, San Michele delle Logge ed Areglio (quest'ultima Pieve eporediese).
Nel 1335 il paese passò ai Visconti. Nel periodo 1404-1417 fu sotto il marchese Teodoro II del Monferrato, mentre nel 1427 passò ai Savoia che nel 1446 lo aggregarono al feudo dei marchesi Valperga di Masino. Nel 1649 Alice subì un brutale saccheggio da parte delle milizie del ducato di Milano. Nel XIX secolo i beni dell'abbazia di Sant'Andrea, a seguito dell'incameramento dal regno di Sardegna, vennero venduti all'asta.

### Simboli
Lo stemma e il gonfalone del comune di Alice Castello sono stati concessi con decreto del presidente della Repubblica del 7 agosto 1990. Vi è rappresentato un castello con tre torri che ricorda l'antico castello medioevale oggi in rovina, con'aquila con le ali spiegate appoggiata sui merli, accompagnato lateralmente da due stelle.
Il gonfalone è un drappo di bianco.

## Monumenti e luoghi d'interesse

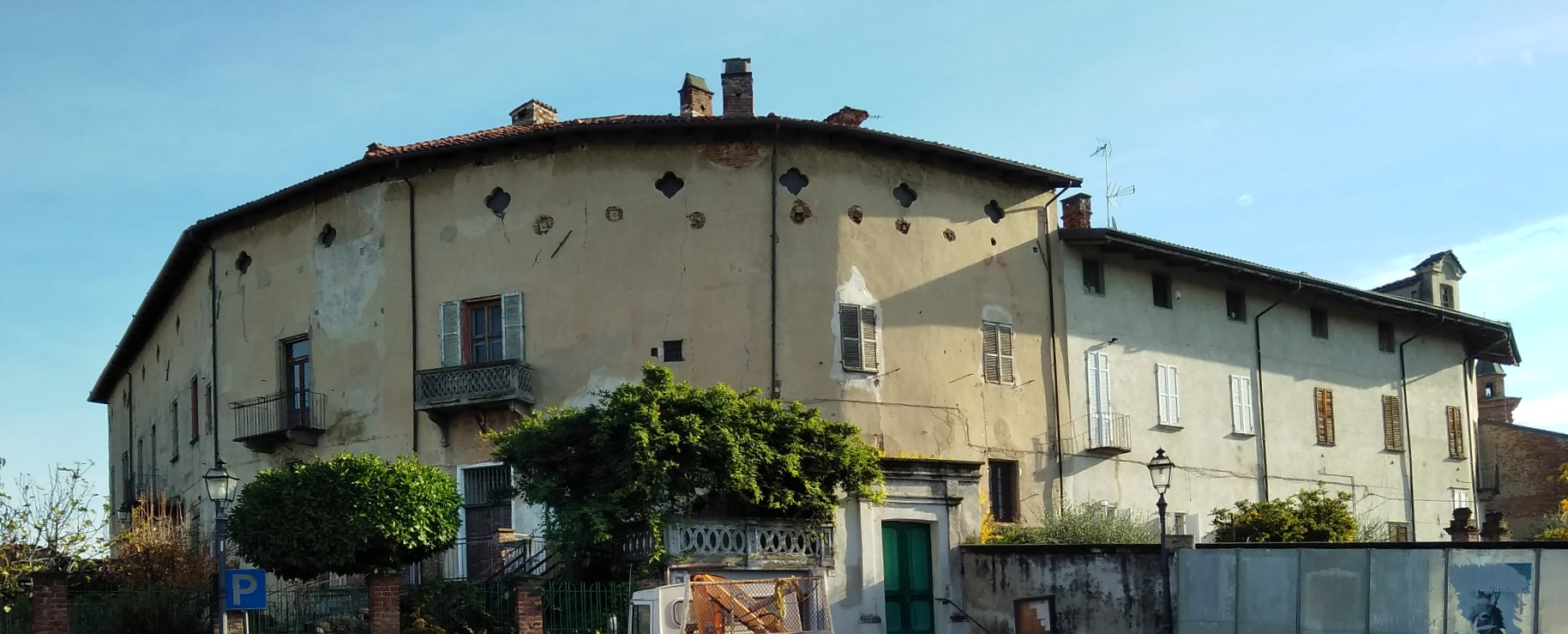
Il castello

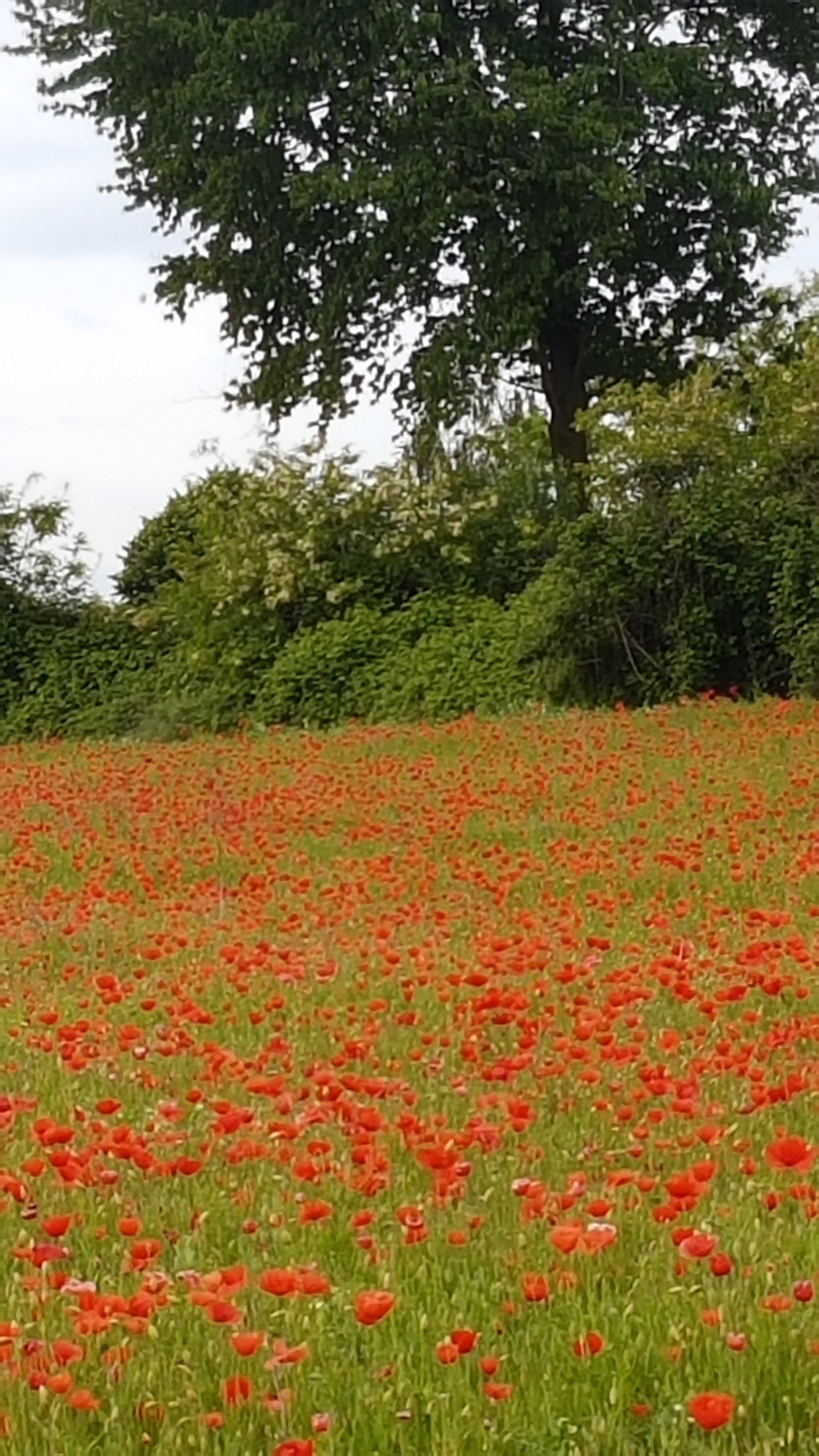
Spettacolare fioritura di papaveri nel mese di maggio ad Alice Castello

Il castello nel corso dei secoli ha subito diverse ristrutturazioni, per cui non presenta più caratteristiche molto antiche. Ha subito molte modifiche soprattutto nei secoli XVIII e XIX. Si ha già una sua menzione nel 1173. L'arco di ingresso e alcune parti murarie risalgono all'epoca medioevale. 
L'edificio più importante, anche grazie alla sua posizione dominante, è la pregevole parrocchiale di San Nicola. Venne progettata dall'architetto Francesco Gallo, iniziata nel 1745, fu terminata nel 1760 e consacrata nel 1767. L'edificio è a pianta longitudinale e al centro dell'aula si trovano due cappelle. Della chiesa originale rimane solo la parte inferiore del campanile. Al suo interno si possono ammirare un pregevole organo ad opera del biellesi Giovanni e Giacinto Bruna di Miagliano; una Crocefissione situata nell'altare di sinistra, opera della metà del secolo XVIII.
Nella chiesa della confraternita dell'Immacolata Concezione sono da segnalare al di sopra dell'altare una Madonna con il Bambino, Santi e Disciplinanti provenienti dalla bottega della famiglia Giovenone, e, dietro all'altare un'Assunta e Disciplinanti.
Tra gli altri edifici di pregio che meritano di essere menzionati vi sono la chiesa dei Santi Fabiano e Sebastiano, iniziata nel 1580 grazie al voto fatto dagli abitanti per essere liberati dalla peste. È di pochi anni fa il ritrovamento, nel corso di lavori, nell'abside parti di affreschi, forse risalenti al 1590, ove sono riconoscibili i santi Sebastiano e Rocco.

## Società

### Evoluzione demografica
Abitanti censiti

## Economia
Un quarto del territorio comunale è occupato da gerbidi e boschi. L'agricoltura è principalmente concentrata nella coltivazione del granoturco, del frumento, della vite e della frutta in particolar modo della coltivazione di kiwi, senza contare un discreto comparto di allevamento di bovini e pollame. È presente anche l'attività industriale, soprattutto quella meccanica.

## Amministrazione
Di seguito è presentata una tabella relativa alle amministrazioni che si sono succedute in questo comune.
| Periodo        | Periodo        | Primo cittadino  | Partito              | Carica  | Note  |
| -------------- | -------------- | ---------------- | -------------------- | ------- | ----- |
| 26 giugno 1985 | 11 giugno 1990 | Angelo Bresciani | Democrazia Cristiana | Sindaco | [ 7 ] |
| 11 giugno 1990 | 24 aprile 1995 | Angelo Bresciani | Democrazia Cristiana | Sindaco | [ 7 ] |
| 24 aprile 1995 | 14 giugno 1999 | Angelo Bresciani | lista civica         | Sindaco | [ 7 ] |
| 14 giugno 1999 | 14 giugno 2004 | Angelo Bresciani | lista civica         | Sindaco | [ 7 ] |
| 14 giugno 2004 | 8 giugno 2009  | Vittorio Petrino | lista civica         | Sindaco | [ 7 ] |
| 8 giugno 2009  | 26 maggio 2014 | Vittorio Petrino | lista civica         | Sindaco | [ 7 ] |
| 26 maggio 2014 | in carica      | Luigi Bondonno   |                      | Sindaco | [ 7 ] |

## Infrastrutture e Trasporti
Il comune è anche attraversato per un tratto con tanto di stazione logistica dalla tratta ad alta velocità Torino Milano. 

## Sport

### Calcio
La principale squadra di calcio della città è l' A.S.D. Alicese Orizzonti che milita nel girone A piemontese e valdostano di Eccellenza. I colori sociali sono il granata e il bianco.
Disputa le sue gare interne allo Stadio Luigi Salussolia.

### Powerlifting
Dal 2022, il team di Powerlifting Bastard Sisterhood, legato alla World Drug Free Powerlifting Federation, organizza presso il locale palasport, gare di alzate di potenza. Inoltre, partecipa con una sua squadra femminile a competizioni internazionali. Annovera tra le sue file, l'atleta Marina Vogliano, campionessa mondiale e primatista nelle specialità di questo sport.